# Im Wendekreis des Kreuzes
Im Wendekreis des Kreuzes (Originaltitel: The Scarlet and the Black) ist ein britisch-US-amerikanischer Fernsehfilm aus dem Jahr 1983, dessen Handlung auf historischen Fakten beruht. Der Thriller entstand nach dem Buch Der Monsignore und der Standartenführer (Originaltitel: Scarlet Pimpernel of the Vatican) von J. P. Gallagher. Unter dem Titel Der Priester und der Standartenführer wurde der Film 2012 erneut auf DVD veröffentlicht.

## Handlung
Zweiter Weltkrieg 1943: Das faschistische Italien hat den Alliierten gegenüber kapituliert. Deutsche Truppen besetzen das Land. Die Hauptstadt Rom und die Vatikanstadt befinden sich im Fokus der Weltgeschichte.
Wie in allen durch die deutsche Wehrmacht besetzten Gebieten kommt es auch in Italien zu Verfolgungen. Die Gestapo und die SS haben es vor allem auf alliierte Soldaten, Juden und Widerstandskämpfer abgesehen. Die teuflische Maschinerie der gnadenlosen Verfolgung beginnt jetzt auch in Italien.
Im Schatten dieser Unmenschlichkeit formiert sich Widerstand. Aus Reihen des Vatikans bildet sich eine Gruppe von Priestern und Laien, darunter der britische Diplomat Sir D’Arcy Osborne, die versucht, diesen Menschen zu helfen. Durch das Organisieren von Unterkünften, Verpflegung und gefälschten Papieren macht sich die Gruppe um den irischen Priester Monsignore Hugh O’Flaherty schnell einen Namen. Dies wiederum bringt die Gestapo auf die Spur der Gruppe, die jetzt immer stärker in den Verdacht der Besatzer rückt.
Obersturmbannführer Herbert Kappler, Leiter der Gestapo in Rom, nimmt diesen Kampf ausgesprochen persönlich. Es entsteht eine innige Feindschaft zwischen ihm und O’Flaherty. Dem Monsignore bleibt nur der Schutz des Vatikans. Er steht ständig in Gefahr, von der Gestapo verhaftet zu werden. Kappler schreckt nicht einmal vor einem Mordkomplott zurück, um den Priester und seine Organisation zu zerschlagen. Die Vatikanstadt ist jedoch bald zu klein für hunderte Verfolgte.
Um die Hilfe weiterhin durchführen zu können, müssen die Mitglieder der Organisation außerhalb des Vatikans agieren. Dabei benutzt O’Flaherty verschiedene Verkleidungen: Als Devotionalienhändler, als Transportarbeiter oder auch als Nonne verkleidet verlässt er den Vatikan. Nach der alliierten Landung in Italien an der Küste von Anzio ist es nur eine Frage der Zeit, wann Rom befreit ist, aber bis dahin führen beide Seiten einen ungleichen Kampf.

## Hintergrund
Der Film beruht auf wahren Begebenheiten, die sich während der deutschen Besetzung in Italien zugetragen haben. Hierbei geht es um die große moralische Frage von Gut und Böse, das Schwarz-Weiß einer verbrecherischen, faschistischen Kultur.

## Auszeichnungen
Der Film erhielt 1983 drei Emmy-Nominierungen und gewann mit dem Preis für den Tonschnitt einen der begehrten Filmpreise.

## Kritik
Das Lexikon des internationalen Films kam zu dem Urteil: „Obwohl auf Tatsachen beruhend, verharmlost der Film sein Thema, indem er es nach Art eines Westerns dramatisiert. Das Ergebnis ist eine banale Politschnulze.“
Die Kritiker bei Moviepilot meinten: „Ein beeindruckendes Werk, das eines ins Gedächtnis ruft: Stets wird es Mutige geben, die nicht einfach die Augen verschließen, sondern nach all ihren Möglichkeiten Hilfe leisten.“
Jerry London schrieb bei christ-konkret.de: „Der Film, der auf einer wahren Begebenheit beruht, ein beeindruckendes Zeugnis ab, was die mutige Haltung einzelner Menschen auch in Zeiten schauerlichster Diktatur und Willkür zu leisten vermag.“ „Ein spannender Film, den jeder gesehen haben sollte, dem es um eine gerechtere Beurteilung der Rolle der römischen Kirche während des 2. Weltkrieges geht.“

## Historische Ungenauigkeiten
Obwohl Herbert Kappler eingangs Papst Pius XII. als Standartenführer vorgestellt und während des ganzen Films als solcher angeredet wird, trägt er stets nur die Rangabzeichen eines Obersturmbannführers.